# Бескрајна љубав
Бескрајна љубав (тур. Kara Sevda) турска је телевизијска серија, снимана од 2015. до 2017.
У Србији је 2017. емитована на телевизији Пинк.

## Синопсис
Кемал је једно од троје деце сиромашних родитеља и живи у истанбулском кварту који је резервисан за породице средњег сталежа. Труди се да заради за живот, а истовремено завршава студије рударства. Нема никакве снове и не верује у чуда, нарочито не у чудо звано љубав. Међутим, сва његова уверења биће пољуљана када се појави прелепа Нихан, спремна да потпуно промени његов једноличан, празан живот испуњен монотонијом.
За разлику од Кемала, Нихан припада богатој породици и њен живот одувек је био испуњен луксузом и гламуром. То њихову љубав чини готово немогућом, али њих двоје одлучују да се боре за своју срећу против свих препрека. Све док Кемал не буде принуђен да напусти Истанбул и почне да ради у руднику. Тај дан биће прекретница у њиховим животима, а њихова љубав наћи ће се на стакленим ногама. Кемал се мири са судбином и раскида са Нихан, али не зна да она нешто крије од њега.
Згодни рудар се сели у Зонгулдак, одлучан да заборави девојку који воли. С друге стране, она се удаје за Емира Козџуоглуа, који је од детињства заљубљен у њу. Током 5 година које су уследиле, Кемал је неуморно радио, покушавајући да не мисли на Нихан која га, иако има наизглед савршен брак, није заборавила.
Међутим, судбина није заборавила на некадашње љубавнике – након страшне несреће у руднику, Кемал је принуђен да се врати у Истанбул и суочи се са Нихан, Емиром, али и својом прошлошћу од које је годинама покушавао да утекне. Нихан и Кемал схватиће да се живот не може испрограмирати – судбина често игра по сопственим правилима, не марећи за то слажу ли се остали играчи са њима. Њих двоје ће се уверити да љубав може оставити веома велику рану на срцу оних који воле, а њу не могу исцелити ни године, ни заборав – вечно је жива и вечно боли, све док је својим пољупцима и додирима не исцели вољено биће...

## Сезоне
| Сезона | Сезона | Број епизода (н / и)             | Приказивање у Турској                 | Приказивање у Србији                      |
| ------ | ------ | -------------------------------- | ------------------------------------- | ----------------------------------------- |
|        | 1      | 35 / 114 (1 — 35) / (1 — 114)    | 14. октобар 2015 — 15. јун 2016. ()   | 9. јануар 2017 — 19. април 2017. (Пинк)   |
|        | 2      | 39 / 130 (36 — 74) / (115 — 244) | 21. септембар 2016 — 21. јун 2017. () | 19. април 2017 — 1. децембар 2017. (Пинк) |

## Улоге
| Глумац:              | Улога:                |
| -------------------- | --------------------- |
| Бурак Озчивит        | Кемал Сојдере         |
| Неслихан Атагул      | Нихан Сезин Сојдере   |
| Арвен Берен          | Дениз Сојдере         |
| Кан Урганџиоглу      | Емир Козџуоглу        |
| Зерин Текиндор       | Лејла Аџемзаде        |
| Мелиса Асли Памук    | Асу Алаџахан          |
| Орхан Гунер          | Хусеин Сојдере        |
| Зејно Ераџар         | Фехиме Сојдере        |
| Рузгар Аксој         | Тарик Сојдере         |
| Хазал Филиз Кучукосе | Зејнеп Сојдере Сезин  |
| Куршат Алначик       | Ондер Сезин           |
| Неше Бајкент         | Вилдан Аџемзаде Сезин |
| Бариш Алпајкут       | Озан Сезин            |
| Бурак Серген         | Галип Козџуоглу       |
| Чагла Демир          | Бану Акмерич          |
| Али Бурак Џејлан     | Туфан Канер           |
| Елиф Озкул           | Сема                  |
| Гокај Муфтиоглу      | Салих                 |
| Метин Џошкун         | Хаки Алаџахан         |
| Угур Аслан           | Фикрет Зехир (Отров)  |
| Нихан Ашиџи          | Јасемин               |
| Керем Алишик         | Ајхан Кангарли        |
| Ајшен Инџи           | Мужган Козџуоглу      |
| Ерхан Алпај          | Хакан                 |
| Еџе Мудерисоглу      | Зехра                 |
| Eџе Јашар            | Еда                   |
| Берк Гунешберк       | Шафак                 |
| Башак Акан           | Ефсане                |
| Фикрет Хаџихасаноглу | Јигит Боџек (Буба)    |